# To Be or Not to Be
To be or not to be (с англ. — «Быть или не быть») — девятый студийный альбом японской группы Nightmare, вышедший 19 марта 2014 года.

## Об альбоме
To be or not to be вышел в трёх версиях: издания "А" и "В" включают в себя CD с 12 песнями и DVD с клипами на песни "Gallows" и "Drastica", а также видео с их созданием, и издание "С", имеющее только CD с дополнительной 13-й песней Kenka Drive. В альбом вошли 2 песни, вышедшие в виде синглов: Dizzy и Rewrite.

## Список композиций
| №   | Название                                                                          | Текст песни | Музыка    | Длительность |
| --- | --------------------------------------------------------------------------------- | ----------- | --------- | ------------ |
| 1.  | «Gallows (Виселица)»                                                              | Сакито      | Сакито    | 4:45         |
| 2.  | «TO BE OR NOT TO BE (Быть или не быть)»                                           | Nightmare   | Сакито    | 2:29         |
| 3.  | «Dizzy (Головокружительный)»                                                      | Рука        | Рука      | 3:50         |
| 4.  | «Тokyo-to rasetsu-ku (Токио, район Ракшаса)»                                      | Сакито      | Рука      | 4:14         |
| 5.  | «Rewrite (Перезапись)»                                                            | Рука        | Ни~я      | 3:53         |
| 6.  | «Melt into blue sky. (Расплавиться в голубом небе)»                               | Рука        | Рука      | 5:06         |
| 7.  | «-TRUTH- (Правда)»                                                                | Ёми         | Сакито    | 3:44         |
| 8.  | «Lulla[by≠bye]»                                                                   | Сакито      | Сакито    | 6:00         |
| 9.  | «TERMINAL (Терминал)»                                                             | Рука        | Рука      | 4:23         |
| 10. | «Drastica»                                                                        | Сакито      | Сакито    | 3:59         |
| 11. | «Gokujou noushin rengoku isshiki (Ум встряхивающий честилище - Церемения первая)» | Сакито      | Сакито    | 4:35         |
| 12. | «L.L.B»                                                                           | Рука        | Сакито    | 4:01         |
| 13. | «Kenka Drive - intstrumental- (Водитель Кенка)»                                   | Nightmare   | Nightmare | 4:11         |

Ограниченное издание A
| №  | Название     | Длительность |
| -- | ------------ | ------------ |
| 1. | «Gallows PV» | 4:45         |

Ограниченное издание B
| №  | Название      | Длительность |
| -- | ------------- | ------------ |
| 1. | «Drastica PV» | 3:59         |

## Синглы
- Dizzy

Выпущен: 22 августа 2013
Позиция в чарте Oricon: #13
Продано в первую неделю: 12 792
Общее количество продаж: 13 895
- Rewrite

Выпущен: 23 января 2014
Позиция в чарте Oricon: #2
Продано в первую неделю: 11 613
Общее количество продаж: 13 408

## Продажи и позиция в чартах
To be or not to be показал средние результаты, остановившись на #11 позиции в чарте Oricon, и покинув этот хит-парад всего лишь через одну неделю. Продажи за первую неделю составили 11 039 копий, общее количество продаж составило 13 074 копий.